# Ikeda Naohiro
Ikeda Naohiro, japánul: 池田 尚弘, Hepburn-átírással: Naohiro Ikeda (Kasima, 1940. január 17. – Nagaszaki, 2021. január 3.) olimpiai ezüst- és bronzérmes japán röplabdázó.

## Pályafutása
Az 1964-es tokiói olimpián bronzérmes lett a japán válogatott tagjaként. Az 1968-as mexikóvárosi olimpián játékos-edzőként volt a keret tagja, amely végül ezüstérmet szerzett, de Ikeda egy mérkőzésen sem szerepelt. Részt vett az 1962-es és az 1966-os világbajnokságon. Mindkét tornán ötödik helyezést ért el a japán válogatott.
Edzőként három olimpián vett részt. Az 1972-es müncheni olimpián segédedzőként, az 1984-es Los Angeles-in edzőként, az 1992-es barcelonain általános edzőként tevékenykedett.

## Sikerei, díjai
- Olimpiai játékok
  - ezüstérmes: 1968, Mexikóváros
  - bronzérmes: 1964, Tokió